# ヘンリー・モスラー
ヘンリー・モスラー（Henry Mosler、1841年6月6日 - 1920年4月21日）はシレジア生まれのアメリカ合衆国の画家、イラストレーターである。人々の生活を描いた作品や人物画を描いた。

## 略歴
プロイセン王国シュレージエン州トロプロヴィッツ（現在のポーランドオポレ県オパヴィツァで生まれ、8歳になった1849年に家族とともにアメリカ合衆国、ニューヨークに移住した。父親はヨーロッパでは版画家をしていたが、ニューヨークではタバコ・メーカーなどで働いた。1851年に家族と、ドイツ系ユダヤ人のコミュニティのあったオハイオ州のシンシナティに移った。木版画家のホレイス・C・グローヴナー（Horace C. Grosvenor）の見習いとして働き、アマチュア画家から絵を学んだ。
独学でイラストを学び、1855年にシンシナティの絵入り新聞「the Omnibus」の挿絵画家になった。1859年からオハイオに住む画家のジェームズ・ヘンリー・ビアードに師事した。南北戦争の間の1862年からは雑誌、ハーパーズ・マガジンの特派員を務め、オハイオの軍に従軍し、ケンタッキーやオハイオの戦場を描いた作品がハーパーズ・マガジンに掲載され、何人かの将軍の肖像画も描いた。
1863年にプロイセン王国のデュッセルドルフに渡り、3年間デュッセルドルフ美術アカデミーでハインリヒ・ミュッケやアルベルト・キンドラーのもとで学んだ。その後、パリに移り、6ヶ月滞在し、エルネスト・エベールに学んだ。1866年にシンシナティに戻り、肖像画家として働き、多くの注文を受けた。1868年のナショナル・アカデミー・オブ・デザインの展覧会に「The Lost Cause」を出展し、画家としての評価を高め、その後も展覧会に出展した。
1869年に結婚した妻と1874年に再びヨーロッパに渡り、ミュンヘンで3年間カール・フォン・ピロティに学び、ミュンヘン美術院の展覧会で入賞した。1877年にフランスに移り、ブルターニュで描いた作品は、1879年にサロン・ド・パリでの展示が認められた。
1879年のサロン・ド・パリの出展作品、「放蕩息子の帰還」（ Le retour du fils prodigue）はリュクサンブール美術館に買い上げられ、その後もサロンへの出展を続け、何度か入賞した。1894年にアメリカに戻りニューヨークにスタジオを開いた。ナショナル・アカデミー・オブ・デザインの会員に選ばれた。

## 作品

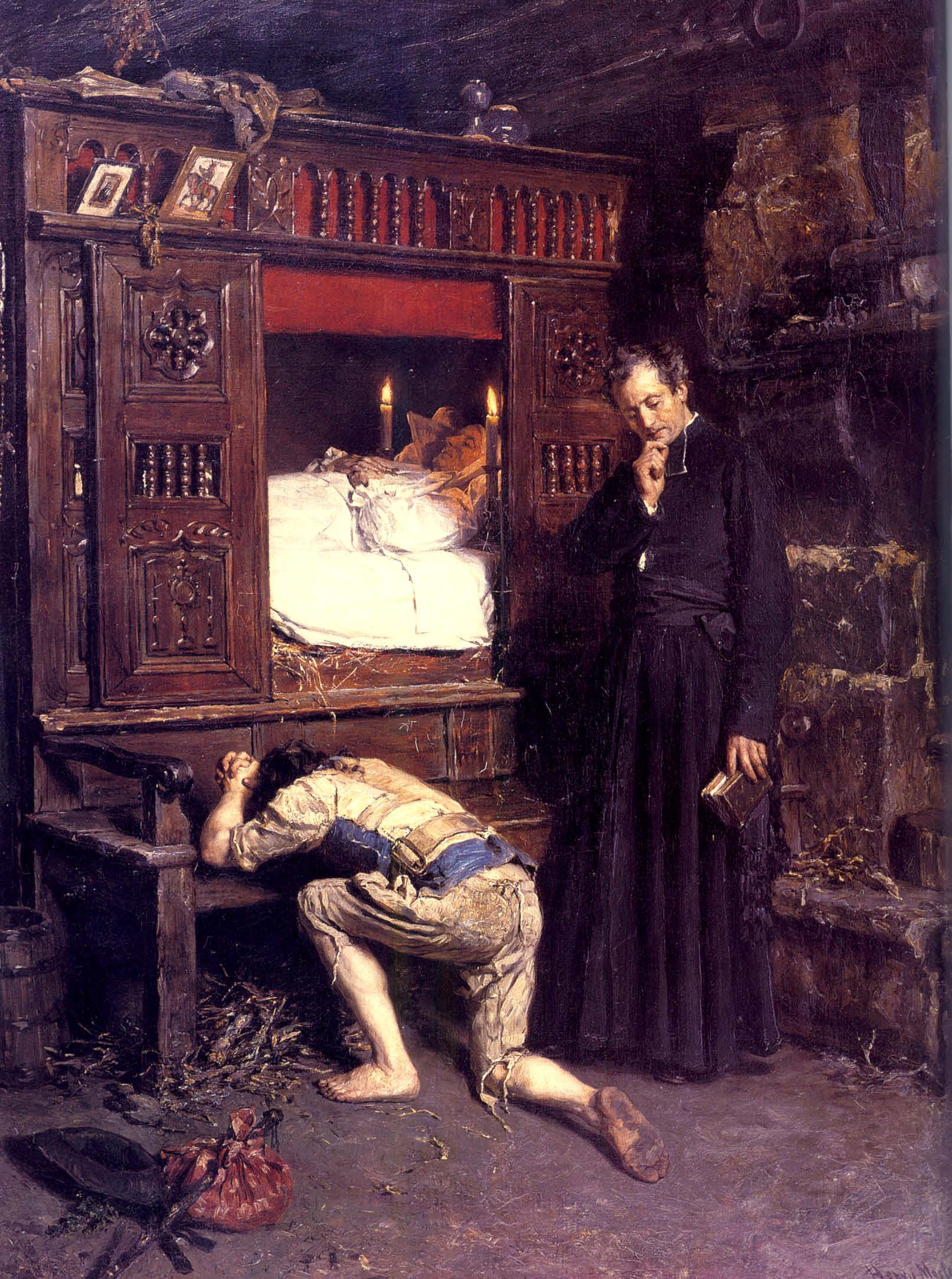
「放蕩息子の帰還」(1879)
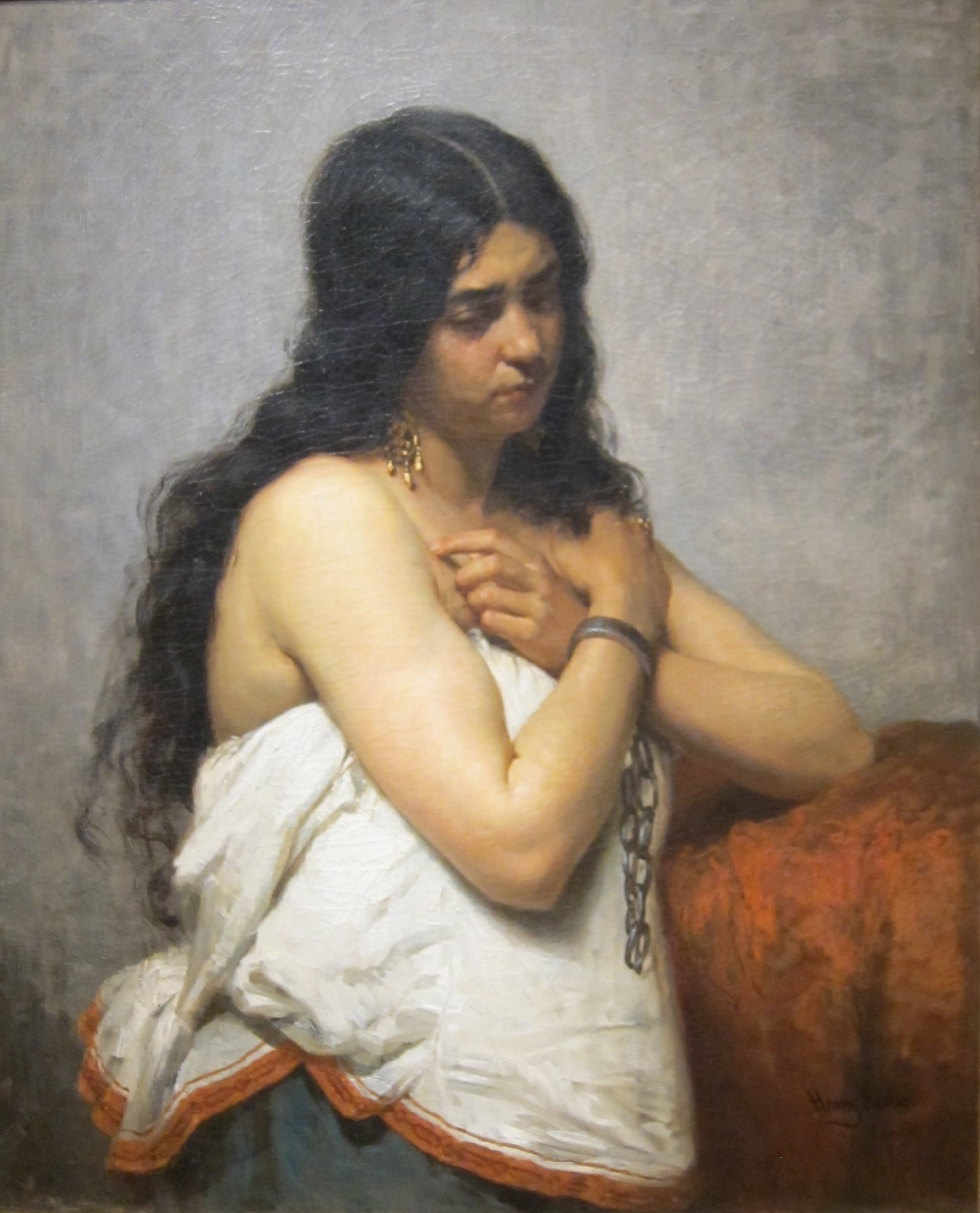
「混血の少女」(1878)
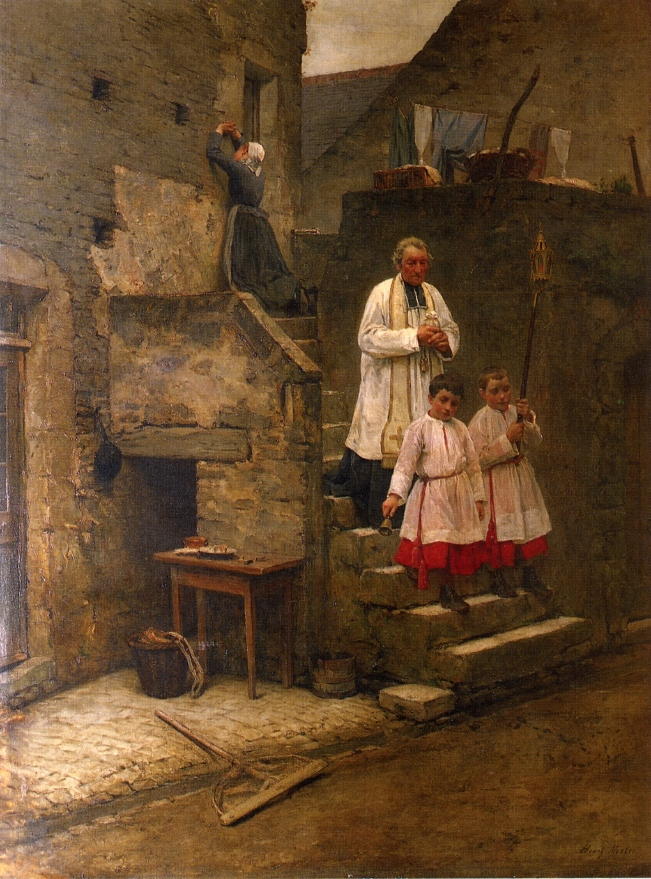
最期の聖餐式(1884)
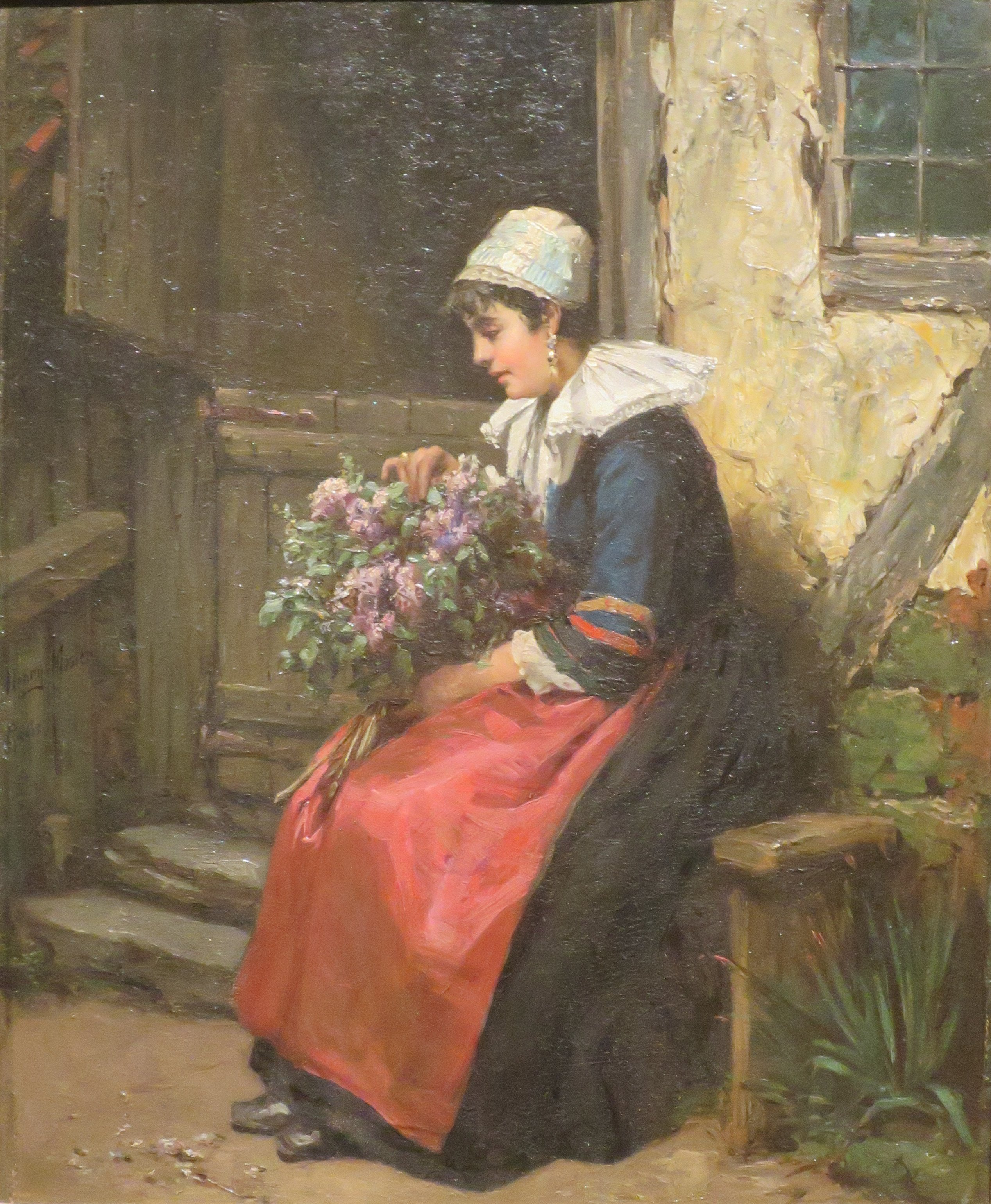
The Beauty

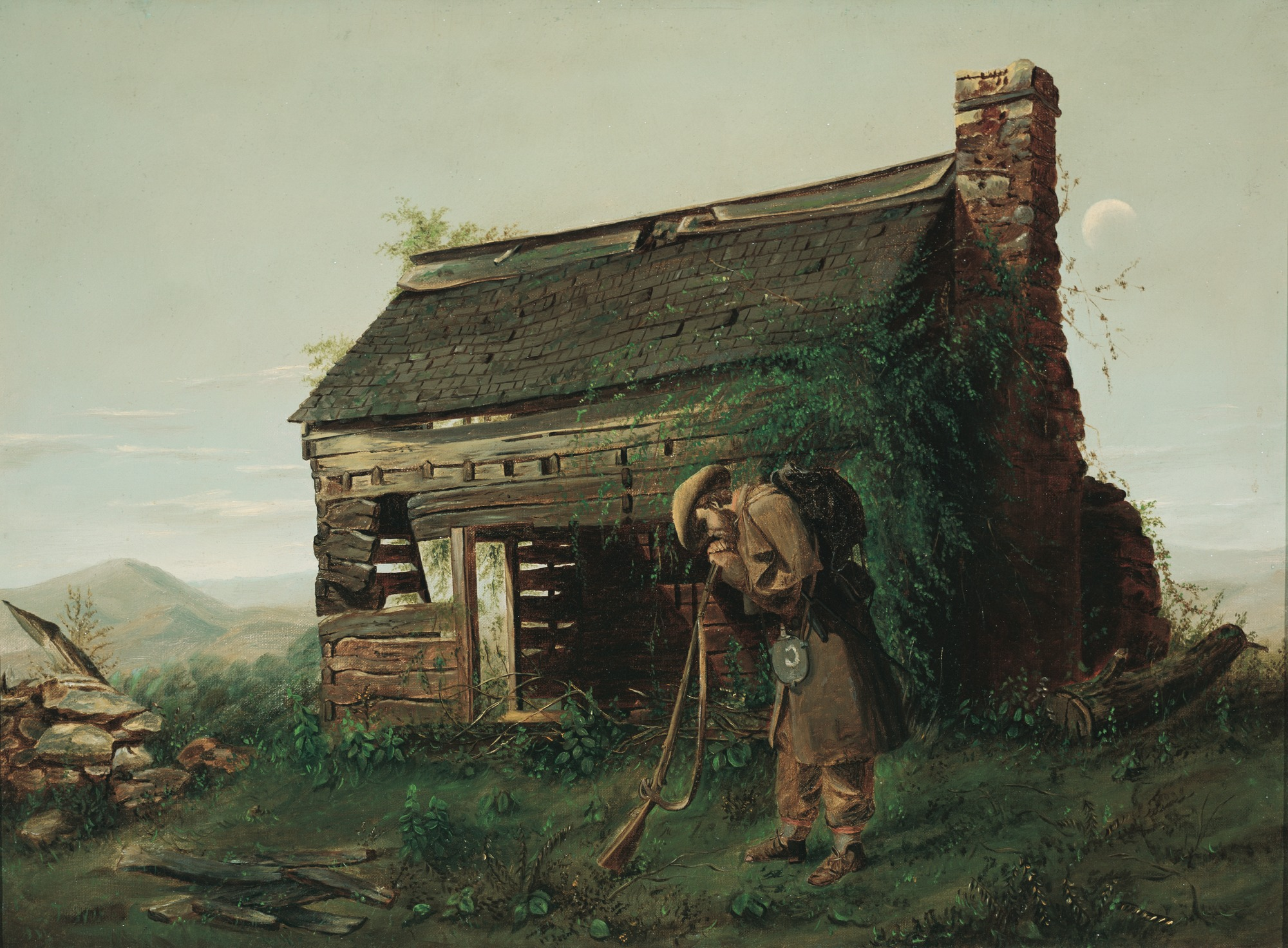
The Lost Cause(1869)
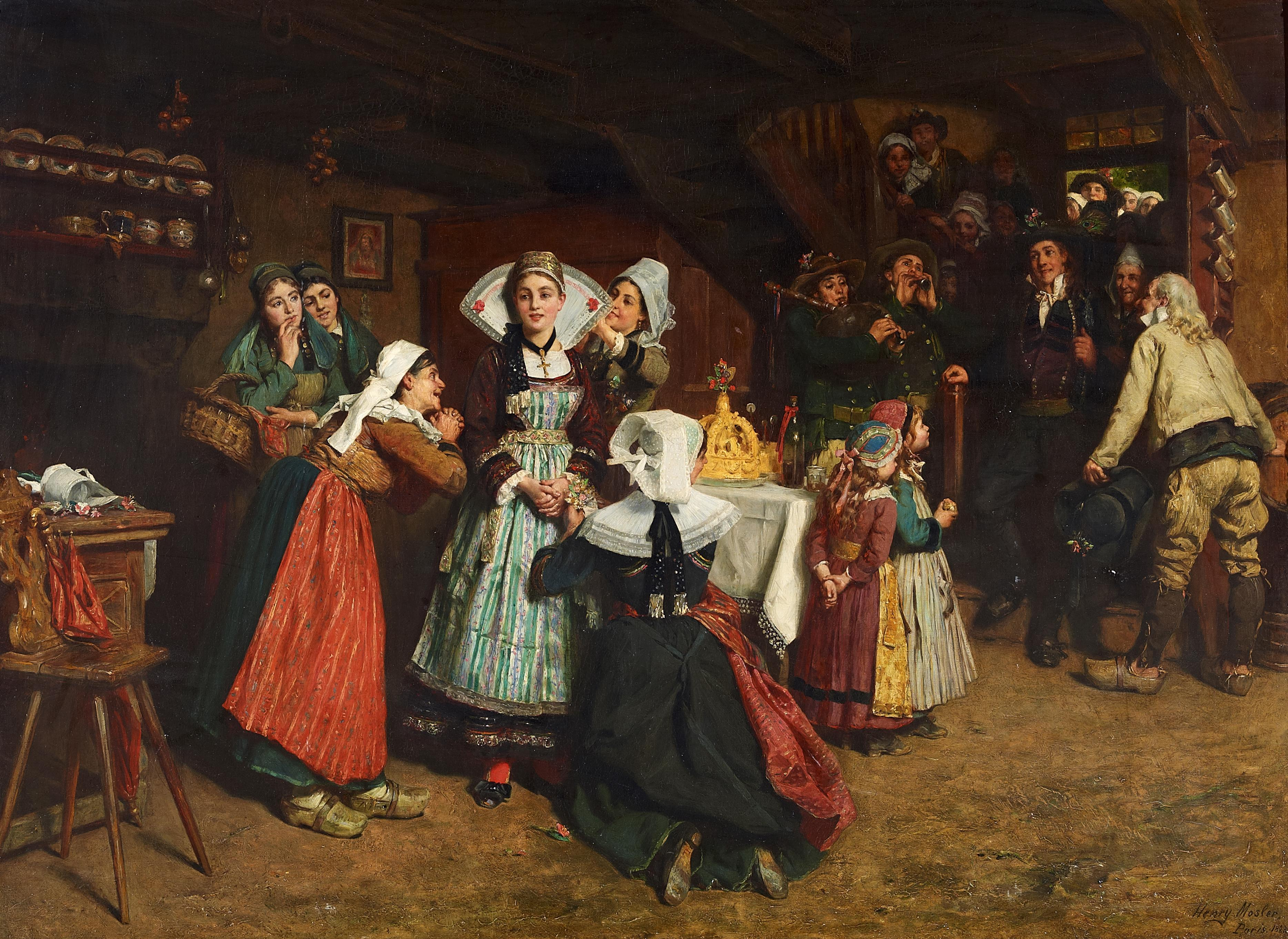
結婚式の朝 (1883)
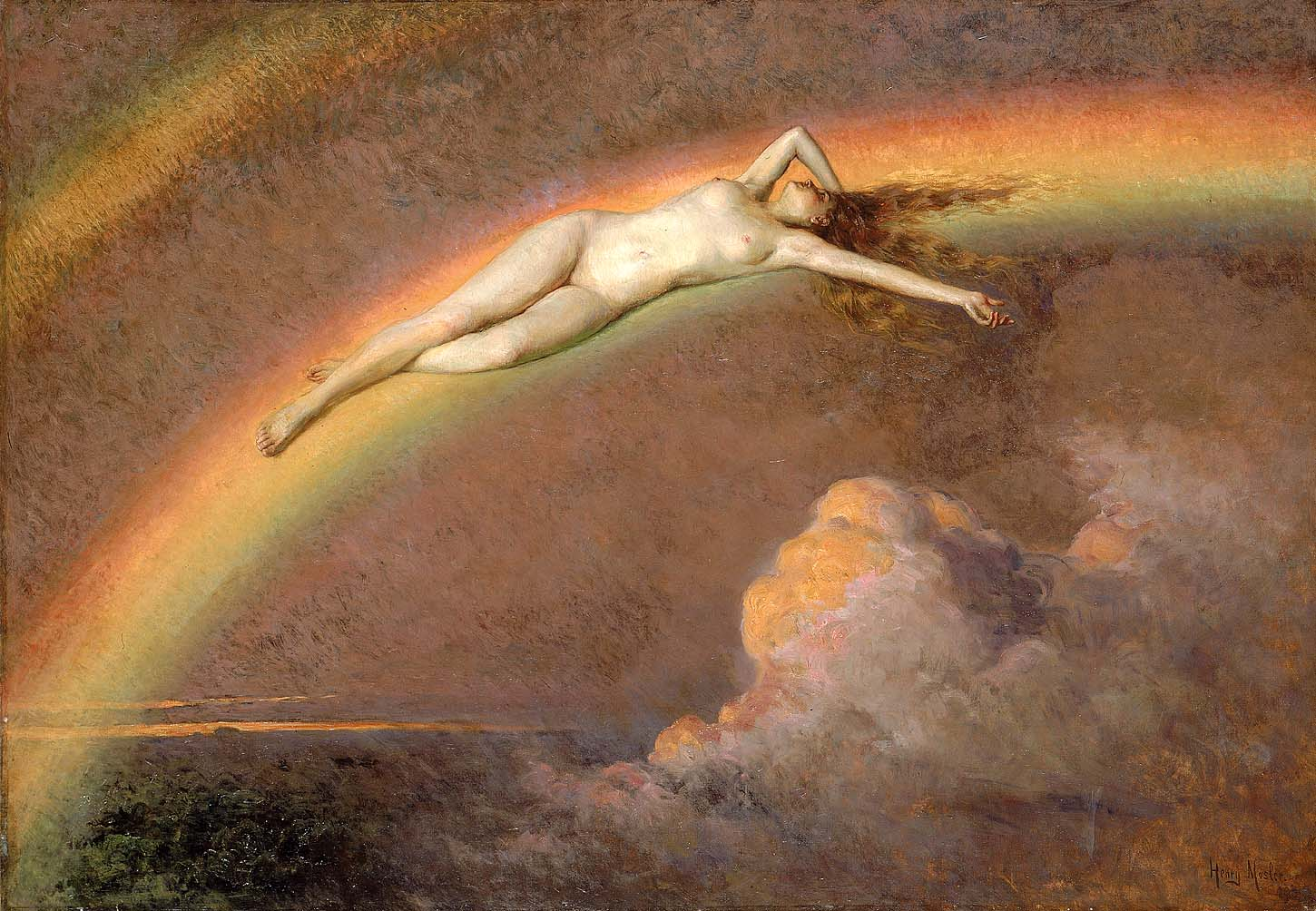
The Spirit of the Rainbow